# SN 2006fw
SN 2006fw – supernowa typu Ia odkryta 11 września 2006 roku w galaktyce A014710-0008. W momencie odkrycia miała maksymalną jasność 20,40m.